# Kopogás a kunyhóban
A Kopogás a kunyhóban (eredeti cím: Knock at the Cabin) 2023-ban bemutatott lélektani horrorfilm, melyet M. Night Shyamalan rendezett. A forgatókönyvet Shyamalan, Steve Desmond és Michael Sherman írta, Paul G. Tremblay The Cabin at the End of the World című 2018-as regénye alapján. A főbb szerepekben Dave Bautista, Jonathan Groff, Ben Aldridge, Nikki Amuka-Bird, Kristen Cui, Abby Quinn és Rupert Grint látható.
Az Amerikai Egyesült Államokban 2023. február 3-án mutatták be a mozikban. Magyarországon egy nappal hamarabb, február 2-án jelent meg az UIP-Dunafilm forgalmazásában. Az esemény (2008) óta ez Shyamalan második filmje, mely (az erőszak és a trágár nyelvezet miatt) R-besorolást kapott.

## Cselekmény
Eric és Andrew meleg házaspár, hétéves örökbefogadott lányukkal, Wennel Pennsylvaniában nyaralnak. Az apák egy távoli faházat béreltek az erdőben, közel egy tóhoz. A család gondtalanul tölti az időt a vidéken, egészen addig, amíg Wen nem találkozik az erdőben egy nagydarab, tetovált férfival. A férfi Leonardként mutatkozik be, és elmondása szerint azt a feladatot kapta, hogy barátkozzon össze Wennel és az apákkal. Ugyanakkor a szíve "megszakad" amiatt, amit meg kell tennie. Egy másik férfi és két nő követi őt, mindannyian elfegyverkezve. Wen és az apák elbarikádozzák magukat a kunyhójukban, Leonard és társai azonban erőszakkal behatolnak a házba, ahol megkötözik Ericet és Andrewt. Eric fejsérülést és agyrázkódást szenved. A család helyzete reménytelennek tűnik, nincs térerő a mobiltelefonon, hogy segítséget hívjanak, és a kunyhó telefonvonalát is elvágták.
A feltűnően udvarias támadók, bemutatkoznak Ericnek, Andrewnak és Wennek. Vezetőjük, Leonard chicagói általános iskolai tanár és bárpultos. Az afroamerikai Sabrina Dél-Kaliforniából származó ápolónő. Az erőszakos munkás és egykori fegyenc Redmond a massachusettsi Medfordból, a fiatal, naiv szakácsnő és egyedülálló anya, Adriane pedig Washingtonból származik. Leonard tájékoztatja a családot, hogy egy közös "látomás" révén jöttek össze, amely alapján meg kell akadályozniuk a közelgő apokalipszist. Ericet, Andrewt és Went választották ki áldozataikként. A család egyik tagját egy másiknak kell megölnie. Ha a családnak nem sikerül a választás, "vége a világnak" – Eric, Andrew és Wen kivételével az egész emberiség meghal. Leonard kijelenti, ők négyen nem cselekedhetnek helyettük. Az öngyilkosságot is kizárják.
Amikor Eric, Andrew és Wen nem hisznek a betolakodóknak, Redmondot a szemük láttára ölik meg, egy nappal később pedig Adriane-t is rituálisan kivégzik. Előtte Leonard megjósolja, hogy "az emberiség egy része elítéltetett". A gyilkosságok után a hírekben egy súlyos, 8,6-os erősségű földrengésről számolnak be a Cascadia szubdukciós zónában, amely szökőárat, illetve egy gyorsan terjedő X9 nevű vírusos betegséget robbant ki a tíz év alatti gyermekek körében. Míg Andrew, az emberi jogi ügyvéd a véletlenekben vagy a betolakodók trükkjeiben hisz, addig a fejsérülésétől még kábult Eric egyre inkább elbizonytalanodik. Úgy véli, Redmond halála előtt egy alakot látott a tükörben.
Wen sikertelen szökési kísérlete után Ericnek és Andrewnak másnap sikerül kiszabadulnia a bilincsekből fogadott lányuk segítségével. Miközben Eric és Wen eltereli Leonard figyelmét, Andrew eljut az autóhoz, amelynek a gumiabroncsait kiszúrták. Sabrina ellenállása ellenére sikerül kivennie a széfből a magával hozott pisztolyt. Andrew akaratlanul is végrehajtja a következő áldozatot, amikor a házban lelövi az éppen menekülő Sabrinát. Leonard ezt követően elvégzi rajta a rituálét és lefejezi. Több utasszállító repülőgép zuhan le az égből rejtélyes körülmények között, egy a kabin közelében. Leonard, aki időközben megszerezte Andrew fegyverét, a kunyhó teraszán meghozza a végső áldozatot, és elvágja nyaki ütőerét. Ezt sötét vihar követi. Eric egy alak jelenlétét véli felfedezni, és sikerül meggyőznie Andrewt arról, hogy a négy betolakodó az Apokalipszis lovasai. Redmond a "gonoszságot", Adriane a "gondoskodást", Sabrina a "gyógyítást" és Leonard az "útmutatást" szimbolizálja. Wen boldog jövője érdekében Andrew rövid hezitálás után megöli férjét. 
A természeti katasztrófák ezután hirtelen félbeszakadnak. Amikor Andrew és Wen elérik a támadók autóját, rájönnek, hogy Leonard, Sabrina és Adriane információi helytállóak voltak. Amikor Andrew beindítja az autót, Eric kedvenc zenéje szól a rádióban.

## Szereplők
| Színész          | Szerep  | Magyar hang        |
| ---------------- | ------- | ------------------ |
| Dave Bautista    | Leonard | Ifj. Jászai László |
| Jonathan Groff   | Eric    | Szatory Dávid      |
| Ben Aldridge     | Andrew  | Fehér Tibor        |
| Nikki Amuka-Bird | Sabrina | Bánfalvi Eszter    |
| Kristen Cui      | Wen     | Bak Julianna       |
| Abby Quinn       | Adriane | Gáspár Kata        |
| Rupert Grint     | Redmond | Berkes Bence       |

## Bemutató
A filmet 2023. február 3-án mutatták be a Universal Pictures forgalmazásában. Eredetileg február 17-én került volna a mozikba, de két héttel előbbre hozták a premiert, hogy ne kelljen versenyeznie A Hangya és a Darázs: Kvantumánia című filmmel.

## Fordítás
- Ez a szócikk részben vagy egészben  a   Knock at the Cabin című angol Wikipédia-szócikk fordításán alapul.  Az eredeti cikk szerkesztőit annak laptörténete sorolja fel. Ez a jelzés csupán a megfogalmazás eredetét és a szerzői jogokat jelzi, nem szolgál a cikkben szereplő információk forrásmegjelöléseként.